# Cyphomyia androgyna
Cyphomyia androgyna är en tvåvingeart som beskrevs av Osten Sacken 1886. Cyphomyia androgyna ingår i släktet Cyphomyia och familjen vapenflugor. Inga underarter finns listade i Catalogue of Life.